# جاك جارمان
جون روير جارمان  (11 سبتمبر 1944 - 20 سبتمبر 2016) كان مهندس كمبيوتر ومدير تنفيذي سابق في وكالة ناسا وشخصية رئيسية بارزة في هبوط أبولو 11 على القمر. وباعتباره متخصصًا شابًا كان في الخدمة أثناء مرحلة الهبوط النهائية في 20 يوليو 1969، فقد تعامل مع سلسلة من إنذارات الكمبيوتر التي كان من الممكن أن تتسبب في إلغاء المهمة.

## الحياة المبكرة
وُلِد جارمان في 11 سبتمبر 1944 في أوك بارك، إلينوي، وتلقى تعليمه في جامعة ميشيغان في آن أربر. تخرج في عام 1966 بدرجة البكالوريوس في العلوم في الفيزياء الهندسية وتخصص في الحوسبة.

## عمله في ناسا
في عام 1966، وفي عمر 21 عامًا، عين جارمان في وكالة ناسا. اختار التخصص في الحوسبة على متن المركبة الفضائية وعين في قسم برنامج التوجيه أبولو حيث عمل مع معهد ماساتشوستس للتقانة، مشرفًا على تصميم واختبار حاسوب توجيه أبولو.
أثناء برنامج أبولو، عمل جارمان في دور داعم، حيث قدم المشورة لمراقبي الرحلات في مركز مراقبة البعثة بشأن تشغيل أنظمة الكمبيوتر الخاصة بالمركبة الفضائية. قبل بضعة أشهر من مهمة أبولو 11، اقترح أن يقوم المشرفون على المحاكاة في مركز مراقبة البعثة باختبار كيفية رد فعل مراقبي الطيران عند ظهور رمز خطأ في الكمبيوتر. استجاب ضابط التوجيه ستيف بالز للخطأ المحاكي من خلال استدعاء الالغاء، والذي تبين أنه كان رد فعل غير ضروري لهذا الرمز المحدد.
قال جين كرانز لجارمان: "أريدك أن تدرس وتسجل كل إنذار ممكن للبرنامج سواء كان من الممكن حدوثه أم لا". قام جارمان بعمل قائمة مكتوبة بخط اليد لكل رمز إنذار كمبيوتر يمكن أن يحدث مع رد الفعل الصحيح لكل منها ووضعها تحت الزجاج الشفاف على مكتبه.

### 1202

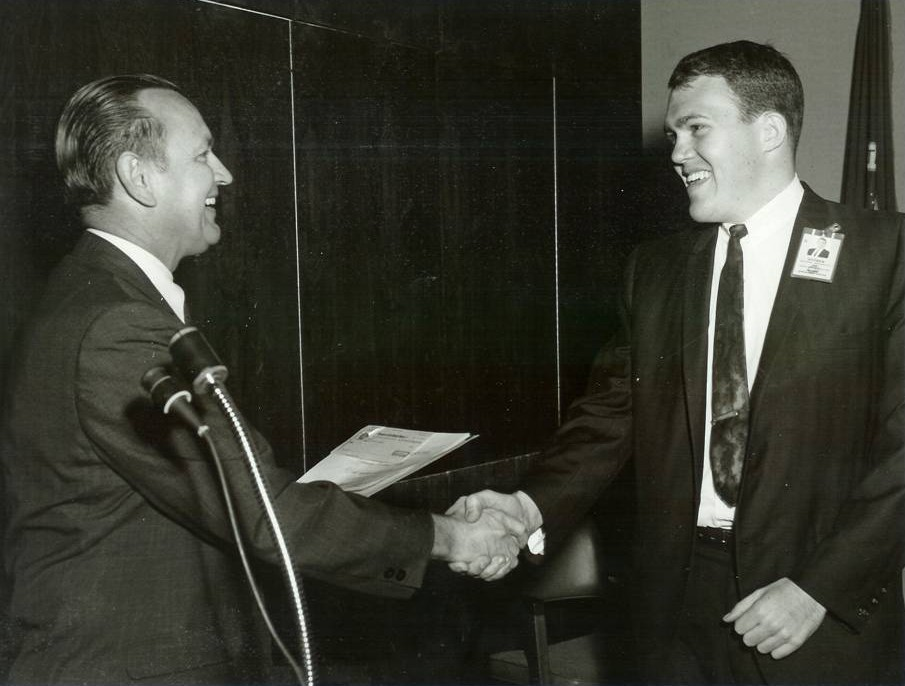
جاك جارمان وهو يتسلم جائزة من كريس كرافت عن دوره في مهمة أبولو 11

وفقًا للمهندس دون آيلز، أدى خطأ في تصميم رادار الالتقاء الخاص بوحدة أبولو القمرية إيجل إلى سقوط شبه كامل أثناء هبوط أبولو 11.
كانت وحدات بيانات اقتران الرادار، التي وفرت الواجهة بين أجهزة الرادار وجهاز الكمبيوتر التوجيهي الموجود على متن أبولو، تعمل بجهد 28 فولت 800 فولت عبر مزود طاقة، ومصدر طاقة منفصل بجهد 28 فولت 800 هرتز. أرسل مصدر الطاقة اشارة إلى مجموعة الموقف والترجمة والتحكم الخاصة بالرادار (والتي وجهت وحدة أبولو فعليًا). كان من المفترض أن يعمل مصدرا الطاقة في وضع قفل الطور مع بعضهما البعض. ومع ذلك، ربما بسبب اللغة غير الدقيقة في وثائق تصميم الوحدة النمطية، تم إنشاء النظام بحيث بينما تعمل إمدادات الطاقة دائمًا بنفس التردد وفي علاقة طور ثابتة، لم يتم اتخاذ أي إجراء لضمان محاذاة إمدادات الطاقة وإخراج نفس الطور في نفس الوقت.

### تقنية المعلومات والإدارة العليا
بعد برنامج أبولو، تعاون جارمان ومدير المركز كريس كرافت في قسم برمجيات المركبات الفضائية الجديد آنذاك، حيث عمل جارمان على برمجيات المكوك الفضائي، بما في ذلك نظام تشغيل كمبيوتر الطيران ولغة البرمجة عالية المستوى HAL/S. من عام 1986 إلى عام 1988 عمل في مقر وكالة ناسا في واشنطن العاصمة كمدير لخدمات أنظمة المعلومات في مكتب برنامج محطة الفضاء. ومن ثمة عاد جارمان إلى مركز جونسون للفضاء في عام 1988 وشغل مناصب عليا مختلفة في أنظمة المعلومات، وأخيراً عمل كمسؤول معلومات رئيسي في مركز جونسون للفضاء من عام 1994 إلى عام 2000.

## مسيرته العملية لاحقا
في عام 2000، غادر جارمان وكالة ناسا وأصبح جزءًا من شركة أو آي أو. وبعد عامين، اشترت شركة لوكهيد مارتن شركة أو آي أو وأصبح جارمان المدير الفني لخدمات ناسا في شركة لوكهيد مارتن، وكان مسؤولاً عن الدعم الفني لأنشطة الشركة التعاقدية مع ناسا.

## الحياة الشخصية
بفضل خدماته للبرنامج، تم تكريم جارمان بجوائز عديدة من وكالة ناسا، بما في ذلك ميداليتان للخدمة الاستثنائية. في عام 1970، كان جارمان جزءًا من فريق أبولو 13 الذي حصل على وسام الحرية الرئاسي من الرئيس ريتشارد نيكسون.
كان جارمان متزوجًا من سوزان هولمارك من لوس أنجلوس، وكان لديهما ابنتان. توفي جارمان بالقرب من هيوستن، تكساس بسبب سرطان نخاع العظم في 20 سبتمبر 2016،  عن عمر يناهز 72 عامًا.